# Kevin Koubemba
Kevin Koubemba, né le 23 mars 1993 à Coulommiers, est un footballeur international congolais, évoluant au poste d'attaquant a Larnaka SK.

## Biographie

### En club
Kevin Koubemba commence le football au sein de l'Amiens SC en National, puis signe en 2014 au Lille OSC pour d'abord évoluer avec l'équipe réserve. René Girard le fait venir en équipe première et il découvre la Ligue 1 le 17 janvier 2015 contre le FC Lorient. Pour la saison 2015-2016, il est prêté au Stade brestois, en Ligue 2.

### En sélection
Il honore sa première sélection avec le Congo le 11 octobre 2014 contre l'Afrique du Sud lors des éliminatoires de la Coupe d'Afrique des nations 2015.

## Statistiques
| Saison                | Club                     | Championnat           | Championnat | Championnat | Coupe nationale | Coupe nationale | Coupe de la Ligue | Coupe de la Ligue | Congo | Congo | Total | Total |
| Saison                | Club                     | Division              | M.          | B.          | M.              | B.              | M.                | B.                | M.    | B.    | M.    | B.    |
| 2011-2012             | Amiens SC                | Ligue 2               | 3           | 0           | -               | -               | -                 | -                 | -     | -     | 3     | 0     |
| 2012-2013             | Amiens SC                | National              | 15          | 1           | -               | -               | -                 | -                 | -     | -     | 15    | 1     |
| 2013-2014             | Amiens SC                | National              | 20          | 1           | 1               | 1               | 3                 | 1                 | -     | -     | 24    | 3     |
| Sous-total            | Sous-total               | Sous-total            | 38          | 2           | 1               | 1               | 3                 | 1                 | -     | -     | 42    | 4     |
| 2014-2015             | Lille OSC                | Ligue 1               | 8           | 0           | -               | -               | 2                 | 0                 | 1     | 0     | 11    | 0     |
| 2015-2016             | Stade brestois 29 (prêt) | Ligue 2               | 18          | 3           | 1               | 0               | -                 | -                 | 4     | 0     | 23    | 3     |
| Sous-total            | Sous-total               | Sous-total            | 26          | 3           | 1               | 0               | 2                 | 0                 | 5     | 0     | 34    | 3     |
| 2016-2017             | Saint-Trond VV           | Jupiler Pro League    | 8           | 1           | -               | -               | -                 | -                 | -     | -     | 8     | 1     |
| Sous-total            | Sous-total               | Sous-total            | 8           | 1           | -               | -               | -                 | -                 | -     | -     | 8     | 1     |
| 2016-2017             | CSKA Sofia               | A PFL                 | 7+5         | 0+0         | -               | -               | -                 | -                 | 1     | 0     | 13    | 0     |
| 2017-2018             | CSKA Sofia               | A PFL                 | 12          | 1           | 2               | 4               | -                 | -                 | -     | -     | 14    | 5     |
| Sous-total            | Sous-total               | Sous-total            | 24          | 1           | 2               | 4               | -                 | -                 | 1     | 0     | 27    | 5     |
| 2017-2018             | Bourg-en-Bresse 01       | Ligue 2               | 8           | 1           | 2               | 0               | -                 | -                 | -     | -     | 10    | 1     |
| Sous-total            | Sous-total               | Sous-total            | 8           | 1           | 2               | 0               | -                 | -                 | -     | -     | 10    | 1     |
| Total sur la carrière | Total sur la carrière    | Total sur la carrière | 104         | 8           | 6               | 5               | 5                 | 1                 | 6     | 0     | 121   | 14    |